# 卡爾德羅納山脈
39°43′45″N 0°29′34″W / 39.72917°N 0.49278°W

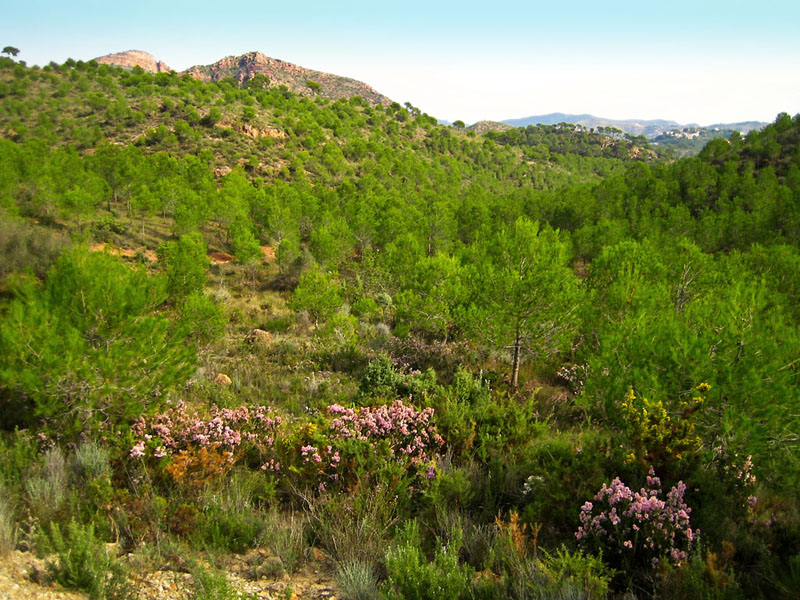

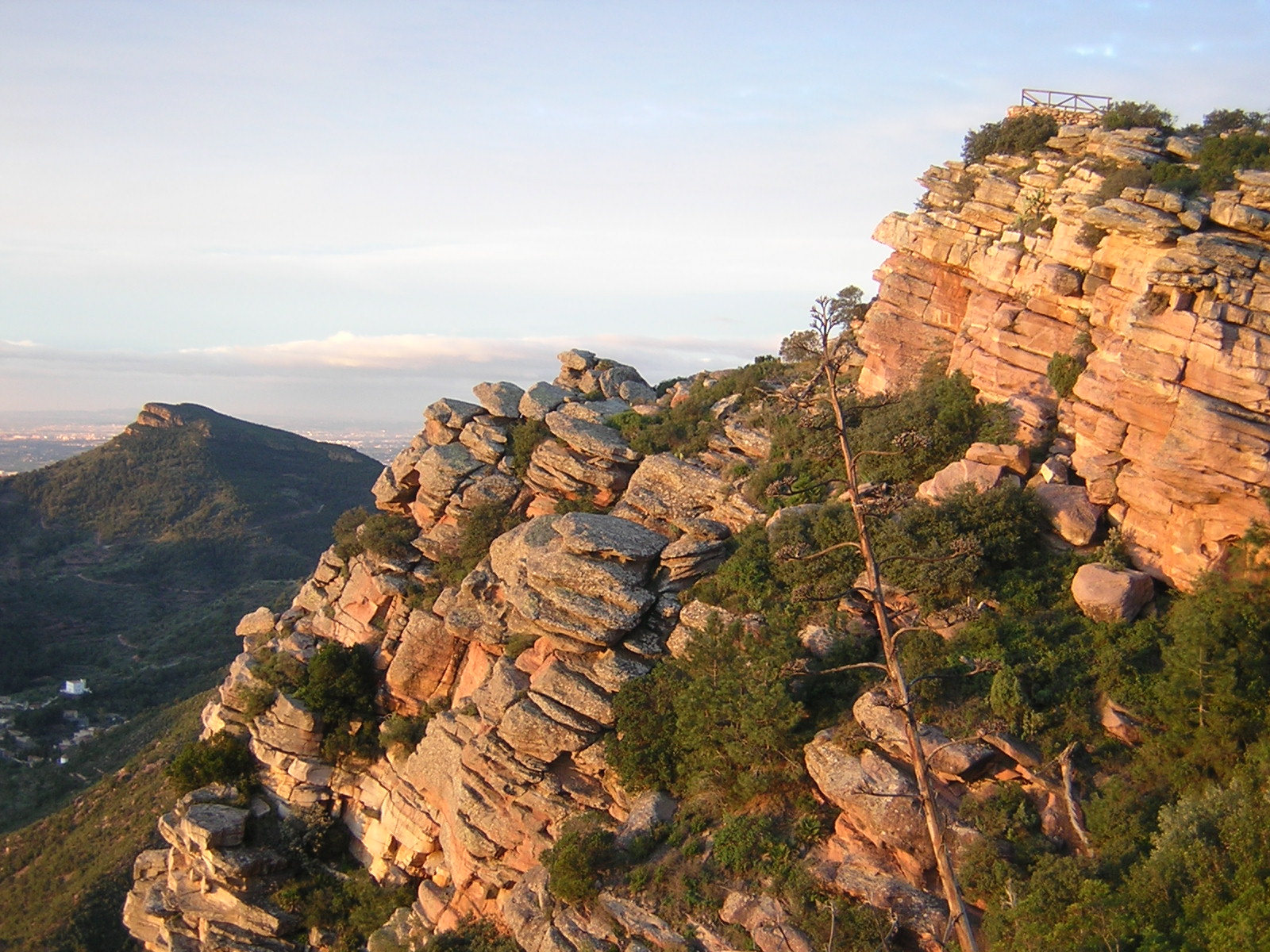

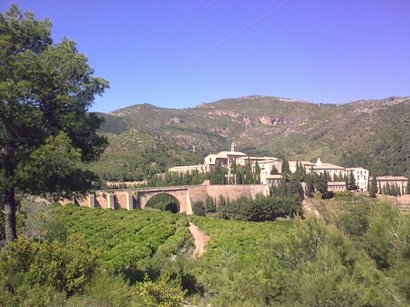

卡爾德羅納山脈（Serra Calderona），是西班牙的山脈，橫跨卡斯迪隆省和華倫西亞省，長49公里，屬於伊比利亞山脈的一部分，最高點海拔高度907米。